# Рондиссоне
Рондиссоне (итал. Rondissone) — коммуна в Италии, располагается в регионе Пьемонт, в провинции Турин.
Население составляет 1748 человек (2008 г.), плотность населения составляет 164 чел./км². Занимает площадь 11 км². Почтовый индекс — 10030. Телефонный код — 011.

## Демография
Динамика населения:

## Администрация коммуны
- Официальный сайт: http://www.comune-rondissone.to.it/ Архивная копия от 1 декабря 2012 на Wayback Machine